# Mancoa
Mancoa é um género botânico pertencente à família Brassicaceae.